# Theridion impressithorax
Theridion impressithorax là một loài nhện trong họ Theridiidae.
Loài này thuộc chi Theridion. Theridion impressithorax được Eugène Simon miêu tả năm 1895.